# سييث دي فيتيه
سييث دي فيتيه (18 أكتوبر 1987 بأنتويرب في بلجيكا - ) هو لاعب كرة قدم بلجيكي في مركز الوسط. لعب مع بيرسخوت إيه سي وكيه في ميخيلين وليرس.

## وصلات خارجية
- سييث دي فيتيه على موقع قاعدة بيانات كرة القدم.إي يو (الإنجليزية)
- سييث دي فيتيه على موقع Soccerbase.com (لاعب) (الإنجليزية)
- سييث دي فيتيه على موقع Soccerway.com (الإنجليزية)
- سييث دي فيتيه على موقع عالم كرة القدم.نت (الإنجليزية)